# Липот Фейер
Липот Фейер (на унгарски: Fejér Lipót) е унгарски математик, наричан „баща“ на унгарската математика.
През 1902 година завършва университета в Будапеща, и междувременно специализира в Берлин, при Херман Шварц. От 1902 до 1905 година преподава в католическия университет „Пазман Петер“, а от 1905 до 1911 в Колошвар (днес Клуж-Напока, Румъния). През 1911 година се връща в университета в Будапеща, поканен да ръководи катедрата по математика, и остава да преподава там до смъртта си.
Фейер основава много силна унгарска школа в математическия анализ. Негови дипломанти са някои от най-големите математици на 20 век: Джон фон Нойман, Паул Ердьош, Дьорд Пойа и Пал Туран.
Публикува над 100 научни труда в областта на теория на тригонометричните редове, теория на функциите, теория на интерполацията, теория на специалните функции. Извежда доказателство, че средните аритметични частни суми на реда на Фурие на непрекъсната периодична функция равномерно се схожда към тази функция. Дава примери и за непрекъснати функции, чито редове на Фурие са разходящи в отделни свои точки. Намира сходящ интерполационен процес, наречен в негова чест процес на Фейер. На негово име са кръстени още полином на Фейер, сума на Фейер и сингулярен интеграл на Фейер.
През 1907 година съвместно с Константин Каратеодори пише статии за целите функции, а през 1922 година – с Фридьош Рис за конформните изображения (по-конкретно, кратко доказателство на Теоремата на Риман за конформните изображения).